# Yves Colleu
Yves Colleu, né le 29 janvier 1961 à Dinard, est un entraîneur de football et ancien joueur professionnel. 
Il était défenseur.

## Carrière

### Comme joueur
- 1980-1984 : AS Saint-Étienne ( France)
- 1983-1984 : AS Angoulême ( France)
- 1984-1985 : Tours FC ( France)
- 1985-1989 : Stade Quimpérois ( France)

### Comme entraîneur
- 1989-2001 : Stade rennais ( France), entraîneur-entraîneur adjoint de Le Guen
- 2002-2005 : Olympique lyonnais ( France), entraîneur adjoint de P. Le Guen
- 2006-janv 2007 : Glasgow Rangers ( Écosse), entraîneur adjoint de P. Le Guen
- 2007-2009 : Paris SG ( France), entraîneur adjoint de P. Le Guen
- juillet 2009-juin 2010 : Équipe nationale du Cameroun ( Cameroun), entraîneur adjoint de P. Le Guen
- juillet 2011-novembre 2015 : Oman , entraîneur adjoint de P. Le Guen